# Armée royale des Indes néerlandaises
Pour les articles homonymes, voir Légion étrangère (homonymie).

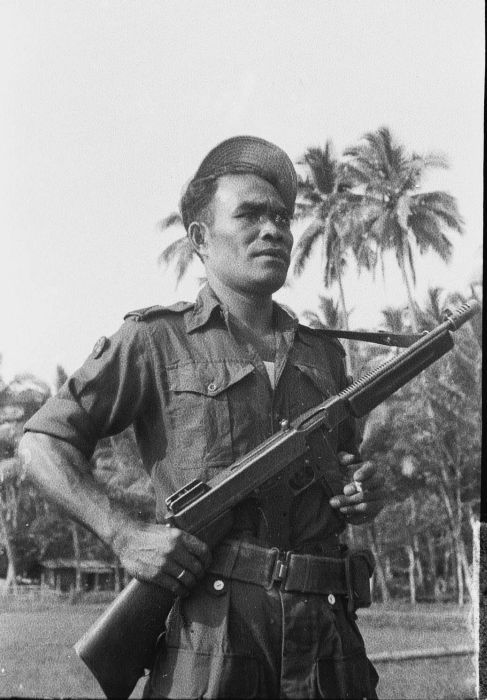
Soldat amboinais de l'armée royale des Indes néerlandaises armé d'une Thompson sur la ligne du statu quo près de Gombong à Java central (photo prise le 24 janvier 1948)

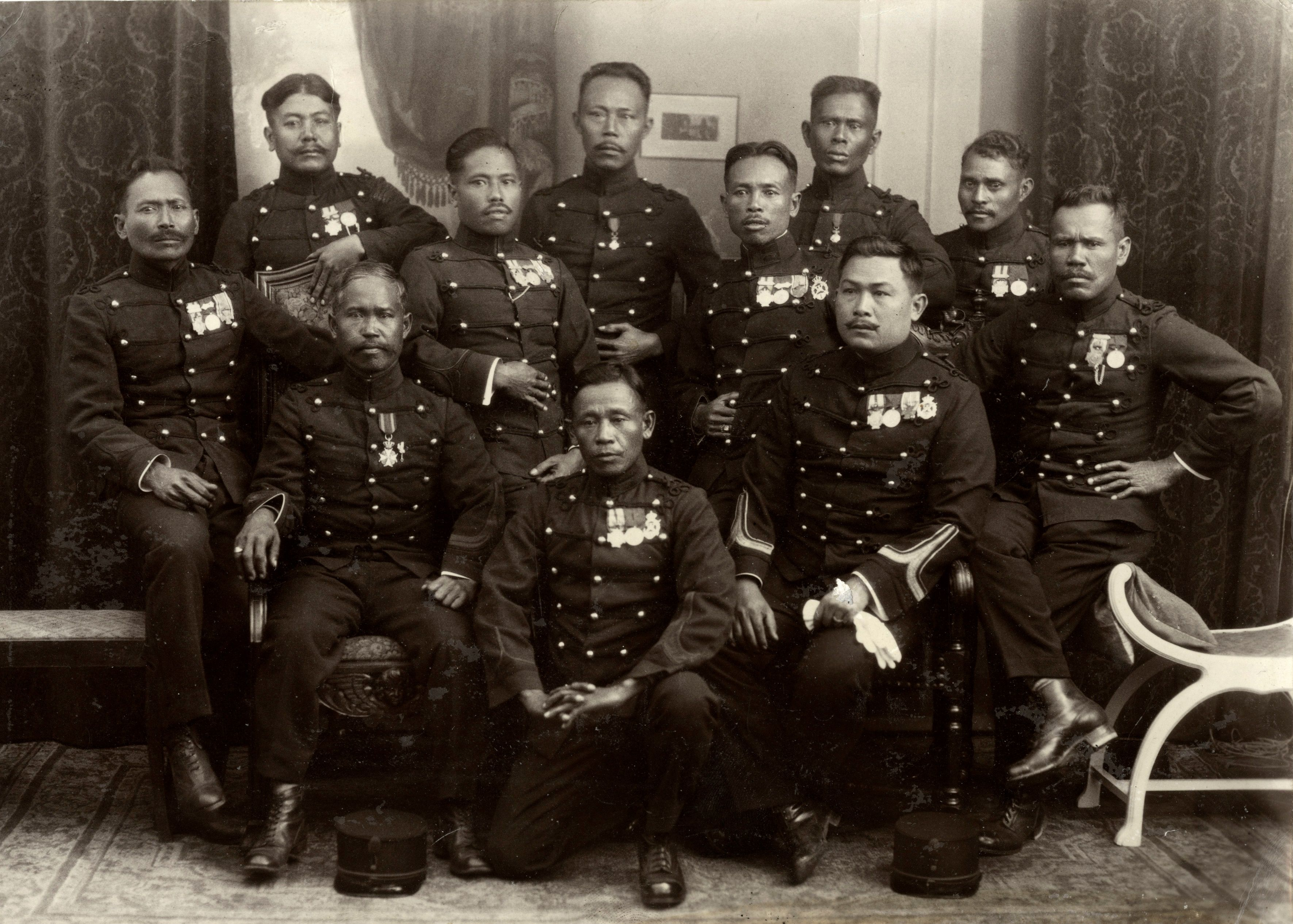
Soldats javanais de la KNIL en 1927

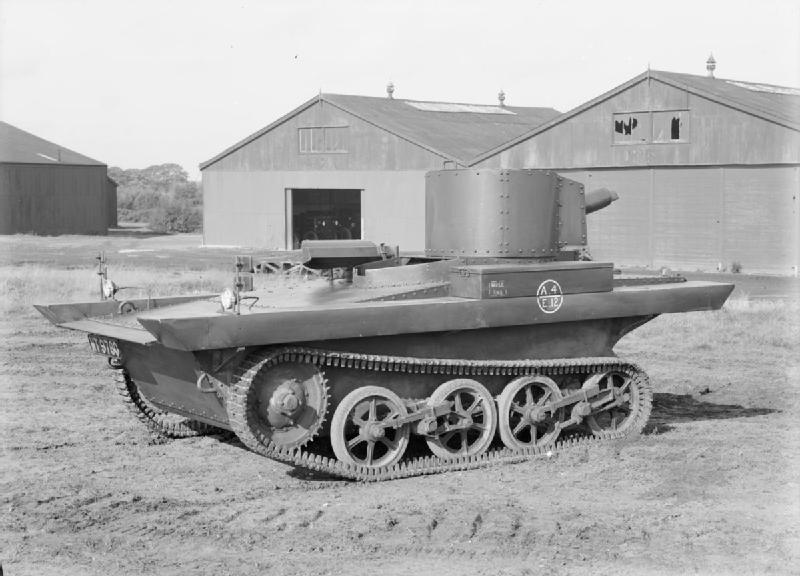
Char légers amphibie Vickers de la KNIL en 1931

L’armée royale des Indes néerlandaises, en néerlandais Koninklijk Nederlands-Indisch Leger ou en abrégé KNIL, était l'armée coloniale des Indes orientales néerlandaises (aujourd'hui l'Indonésie). Elle a officiellement existé de 1830 à 1950 et était sous le contrôle, non du ministère de la guerre comme l'armée métropolitaine, mais de celui des colonies.

## Historique
Engagé entre 1873 et 1904 dans la longue guerre d'Aceh, elle créa en 1890 une maréchaussée pour lutter durant la guérilla. 
Elle disposa à partir de 1915 d'une force aérienne en propre, l'aviation militaire de l'armée royale des Indes néerlandaises.
Au 8 décembre 1941, elle comptait 1 000 officiers et 34 000 hommes, dont 25 000 indonésiens. Elle fut vaincue par les forces de l'empire du Japon durant la campagne des Indes orientales néerlandaises en 1942 et au côté d'un corps expéditionnaire de l'armée royale néerlandaise de quelque 150 000 hommes, combattit la jeune armée indonésienne durant la révolution indonésienne (1945-1949).